# Československý šach
Ческословенски шах («Československý šach») — ежемесячный шахматный журнал, издаваемый с июня 1906. Выходит под эгидой Чехословацкого союза физического воспитания в издательстве «Олимпия» (Прага). Редактор — М. Филип (с 1974). Тираж около 12 тысяч экземпляров. Освещает текущую шахматную жизнь в ЧССР и за рубежом. Первый в стране шахматный журнал «Чешские шахматные листки» выходил в 1896—1899 (имел 300 подписчиков); издатель — Я. Котрч (совместно с К. Тракслером и Й. Поспишилом). В 1900—1902 издавался журнал «Шахматные листки». С 1906 выходил «Журнал чешских шахматистов» — орган чешской шахматной организации (с 1919 — как журнал чехословацких шахматистов), который с 1927 издаётся под современным названием, кроме 1939—1945, когда он выходил под названием «Шахматы».